# Référendum constitutionnel australien de 1988
Le référendum constitutionnel australien de 1988 est un référendum, ayant eu lieu du 3 septembre 1988. Il est composé de 4 questions. Aucune des 4 questions n'ont été approuvée. Parmi ces propositions, l'on retrouve l'ajout dans la constitution que l'Australie doit avoir des élections législatives justes et démocratiques ; la réduction de la durée du mandat des sénateurs et le rallongement de ceux des députés et la mise en simultanéité des élections du sénat et de la chambre des représentants ; la reconnaissance dans la constitution des gouvernements locaux ; et la reconnaissance dans la constitution de droit religieux et de propriété. 